# George Lynch
George Lynch (Miles City, Montana, 20 juni 1918 - Los Angeles, Californië, 7 mei 1997) was een Amerikaans autocoureur. Hij schreef zich driemaal in voor de Indianapolis 500, in 1949, 1950 en 1951. De eerste keer kwalificeerde hij zich als achtste, maar crashte al in de eerste ronde. In de races in 1950 en 1951, die ook meetelden voor het Formule 1-kampioenschap, kwalificeerde hij zich niet. Hij overleed in 1997 na een lang gevecht met de ziekte van Alzheimer.